# Sjenit

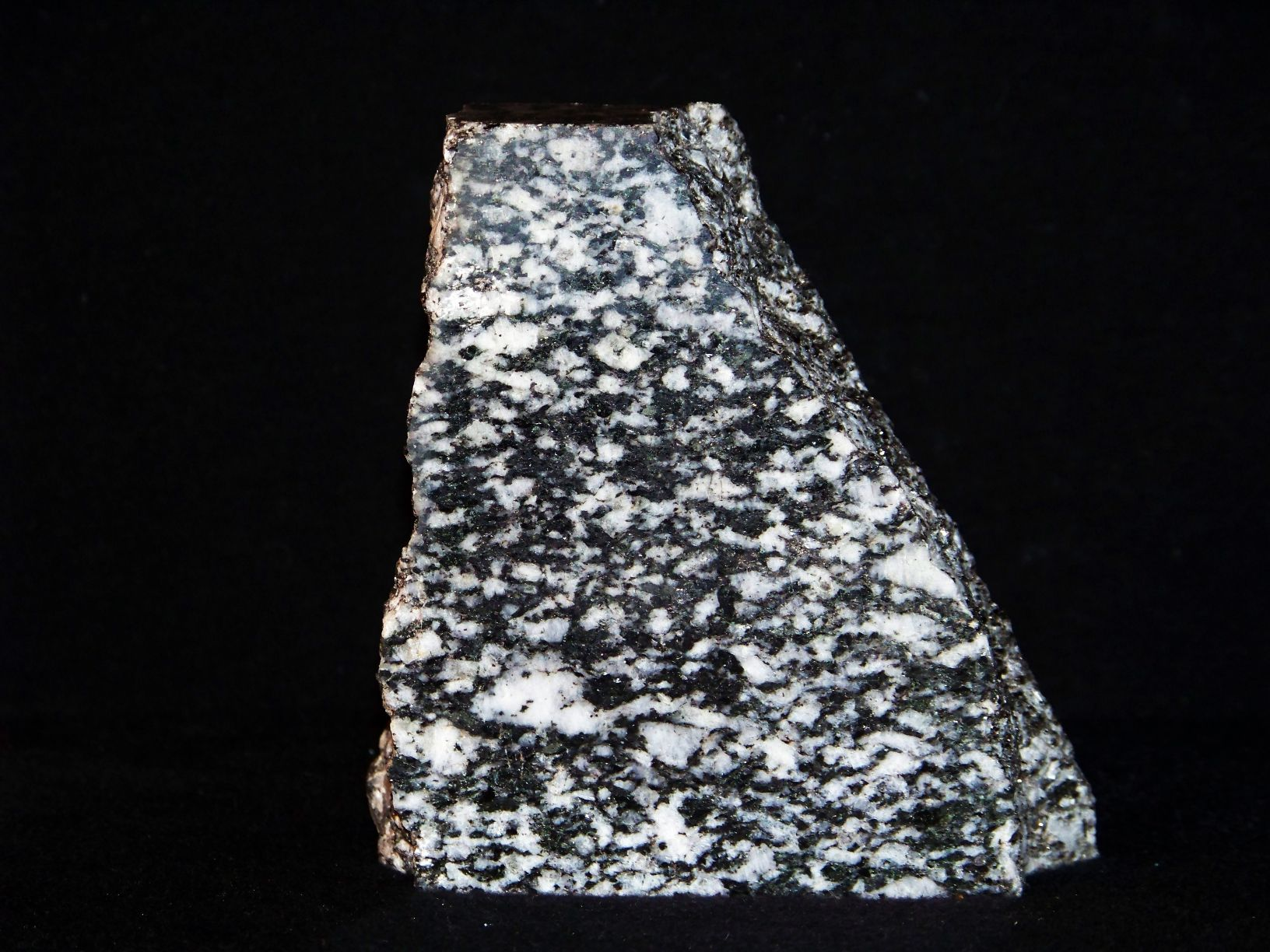
Sjenit w formie zgładu

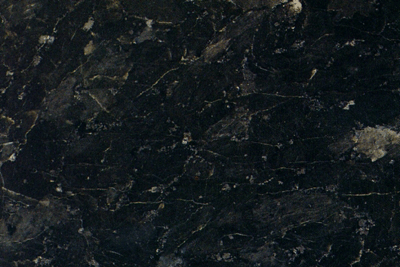
Sjenit jako kamień okładzinowy w budownictwie

Sjenit, syenit – obojętna skała głębinowa składająca się z mieszaniny skalenia i kwarcu lub łyszczyku. Zazwyczaj ma ciemnozielony kolor, jest twarda, łatwo poddaje się obróbce i dobrze poleruje. Sjenit zaliczany jest do skał jawnokrystalicznych. Najczęściej barwy ciemnoszarej lub czarnej. W przeciwieństwie do granitu, nie zawiera wcale, albo zawiera bardzo mało kwarcu. Na diagramie klasyfikacyjnym QAPF sjenit zajmuje pole 7.
- Struktura: średniokrystaliczna.
- Skład mineralny: skalenie (głównie ortoklaz oraz plagioklazy), amfibole, pirokseny, biotyt, do 5% kwarcu.

W Polsce potocznie jako sjenity określa się granodioryt Kośmin i monzodioryt Przedborowa, nie są one jednak sjenitami. Skały te przez kilkadziesiąt lat są znane jako sjenity, stąd powstało określenie sjenity dolnośląskie.
Nazwa pochodzi od greckiej nazwy Asuanu – Syene.

## Zastosowanie
Używany jest głównie w drogownictwie i budownictwie, a także np. do budowy nawierzchni torów żużlowych. Często stosowany jest w budownictwie pomników. Sjenit jako materiał budowlany cechuje się mniejszą gęstością od granitu oraz większą łatwością w obróbce. Do bardziej znanych budowli wykonanych ze skał sjenitowych należą: Stonehenge, piramidy egipskie, mury obronne Niemczy, stele w Aksum.